# Liste der Monuments historiques in Illoud
Die Liste der Monuments historiques in Illoud führt die Monuments historiques in der französischen Gemeinde Illoud auf.

## Liste der Objekte
| Bezeichnung   | Beschreibung                                                                                     | Standort                       | Kennzeichnung | Schutzstatus | Datum | Bild |
| ------------- | ------------------------------------------------------------------------------------------------ | ------------------------------ | ------------- | ------------ | ----- | ---- |
| Nikolausaltar | rechter Seitenaltar; Altartisch und Retabel; Holz, farbig gefasst und vergoldet, 18. Jahrhundert | in der Kirche St-Martin (Lage) | PM52000557    | Classé       | 1977  |      |